# سازند (صوت‌شناسی)

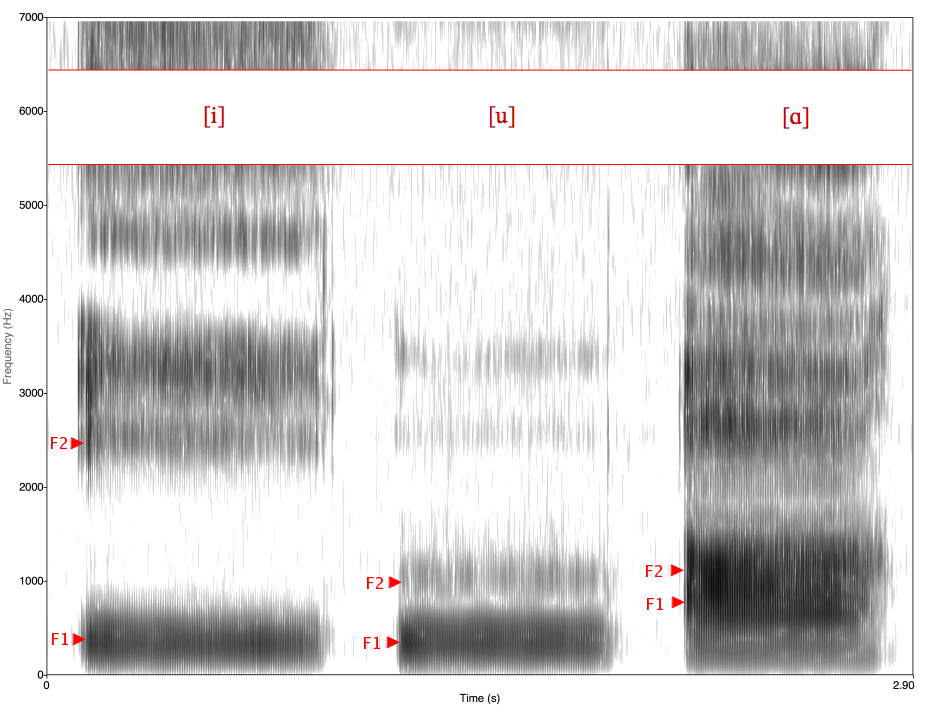
طیف‌نگاره حروف صداددار انگلیسی آمریکایی /[i, u, ɑ]/ که سازندهای F_{1} و F_{2} را نشان می‌دهند.

سازند (formant) در علوم گفتاری و آواشناسی، حداکثر طیفی گسترده‌ای است که از تشدید صوتی مجرای صوتی انسان ایجاد می‌شود. در صوت‌شناسی یک سازند معمولا به صورت قله گسترده، یا حداکثر محلی در طیف تعریف می‌شود. برای صداهای هارمونیک، با این تعریف،  فرکانس سازند آن هارمونیکی است که توسط تشدید بیشترین تقویت را دارد. تفاوت بین این دو تعریف در آن است که آیا «سازند» سازوکارهای ساخت یک صدا یا خود صدای ساخته‌شده را تعیین می‌کند. در عمل، فرکانس قله طیفی به میزان اندکی از فرکانس تشدید مرتبط متفاوت است، مگر وقتیکه از روی شانس با فرکانس تشدید همتراز شده‌اند.
یک اتاق می‌تواند ویژگی سازندی آن اتاق خاص را به علت تشدیدها، داشته باشد، یعنی به آن شیوه‌ای که صدا ار دیوارها و اشیا بازتاب می‌یابند. سازند اتاقی این طبیعت خوشان را با تاکید بر فرکانس خاص و جذب دیگری تقویت می‌کنند، که این موضوع برای ممثال توسط آلن لوسیر در قطعه «من در یک اتاق نشسته‌ام» بهره‌برداری شده‌است.
هم در گفتار و هم در اتاق، سازندها ویژگی‌های مشخصه تشدید فضا هستند. گفته می‌شود که آن‌ها توسط منابع صوتی، مثل صدا تحریک می‌شوند، و صداهای منابع را شکل‌دهی (تصفیه) می‌کنند، اما خودشان منبع نیستند.

سازند تمرکز انرژی صوتی است که در طیف‌نگاشت به‌صورت نوارهای افقی تیره دیده می‌شود و تأثیر شکل مجرای گفتار در جریان هوا را نشان می‌دهد.
در مجرای گفتار با توجه به شکل مجرا، بعضی از فرکانسهای سیگنال گفتار تشدید می‌شوند
به فرکانس‌های تشدید شده فرمنت (Formant) گفته می‌شود
فرمنت‌ها نقاط ماکزیمم نمودار طیف فرکانسی سیگنال می‌باشند
فرمنت‌ها در بررسی و تشخیص آواهای صدادار و بی صدا اهمیت زیادی دارند
هر حرف صدادار دارای فرمنت مشخصی ست که حتی برای افراد مختلف نیز محدوده معینی دارد